# محمد یعقوبی (روحانی)
محمد یعقوبی (زاده ۱۳۳۹ش نجف) مرجع تقلید شیعه و سیاستمدار عراقی است.

## زندگینامه
محمد یعقوبی مشهور به شیخ محمد یعقوبی از مراجع تقلید شیعه عراق در سال ۱۳۳۹ش در نجف متولد شد یعقوبی از خاندان یعقوبی است که نسبت آنها به قبیله اوس انصاری می‌رسد.

خانواده وی در دوران کودکی به بغداد نقل مکان کردند و یعقوبی پس از اتمام دیپلم در بغداد، کارشناسی خود را در دانشگاه بغداد در رشته مهندسی عمران به پایان رساند. یعقوبی به نجف بازگشت وارد حوزه علمیه نجف شد و تحصیلات حوزوی خود را ادامه داد.

محمد یعقوبی از طرف سید محمد صدر در ۱۴۱۹ق به عنوان جانشین وی و رییس دانشگاه علوم اسلامی الصدر منصوب گردید.
از اساتید یعقوبی می‌توان به سید محمد صدر، سید علی سیستانی، محمداسحاق فیاض و میرزا علی غروی اشاره کرد.

یعقوبی در سال ۱۴۲۷ق درس خارج خود را در نجف آغاز کرد و در سال ۱۴۳۰ق رساله عملیه خود را با عنوان سبل السلام به چاپ رساند.